# طلسم

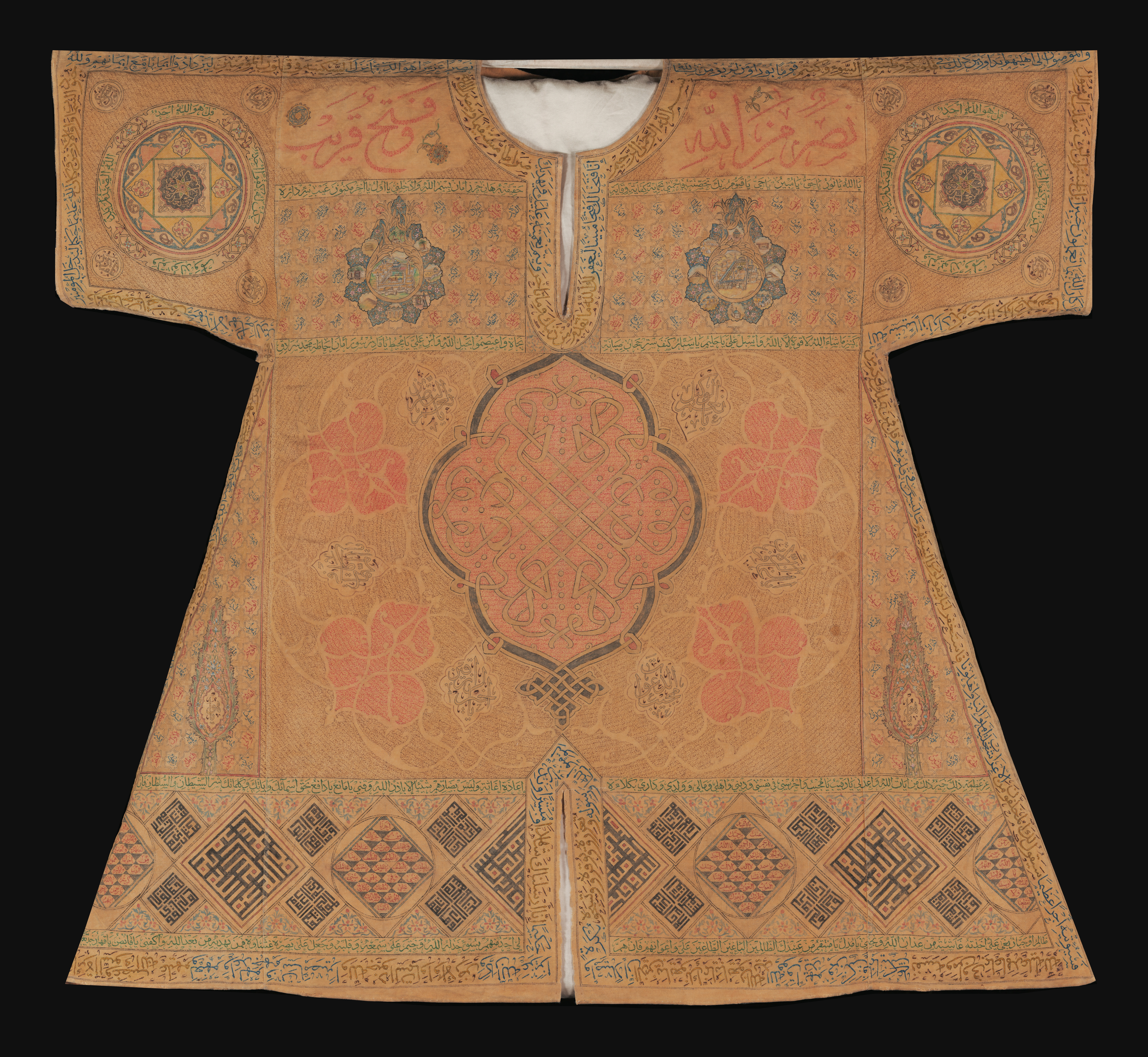
نگاره‌ای از یک پیراهن طلسمات (en) که حاوی آیات قرآنی، اسماء حُسنی و دعاهایی به خط‌ها و رنگ‌های متنوع به زبان عربی است. این پیراهن طلسمی همچنین با مناظری از مکه، مدینه و عناصر هنر اسلامی تزئین شده‌است. این اثر متعلق به سدهٔ ۱۷ میلادی است و توسط هنرمندان ترکیه عثمانی دوخته شده‌است و اکنون به مجموعهٔ آداب حج (en) ناصر داوود خلیلی، مجموعه‌دار مشهور ایرانی-انگلیسی تعلق دارد.

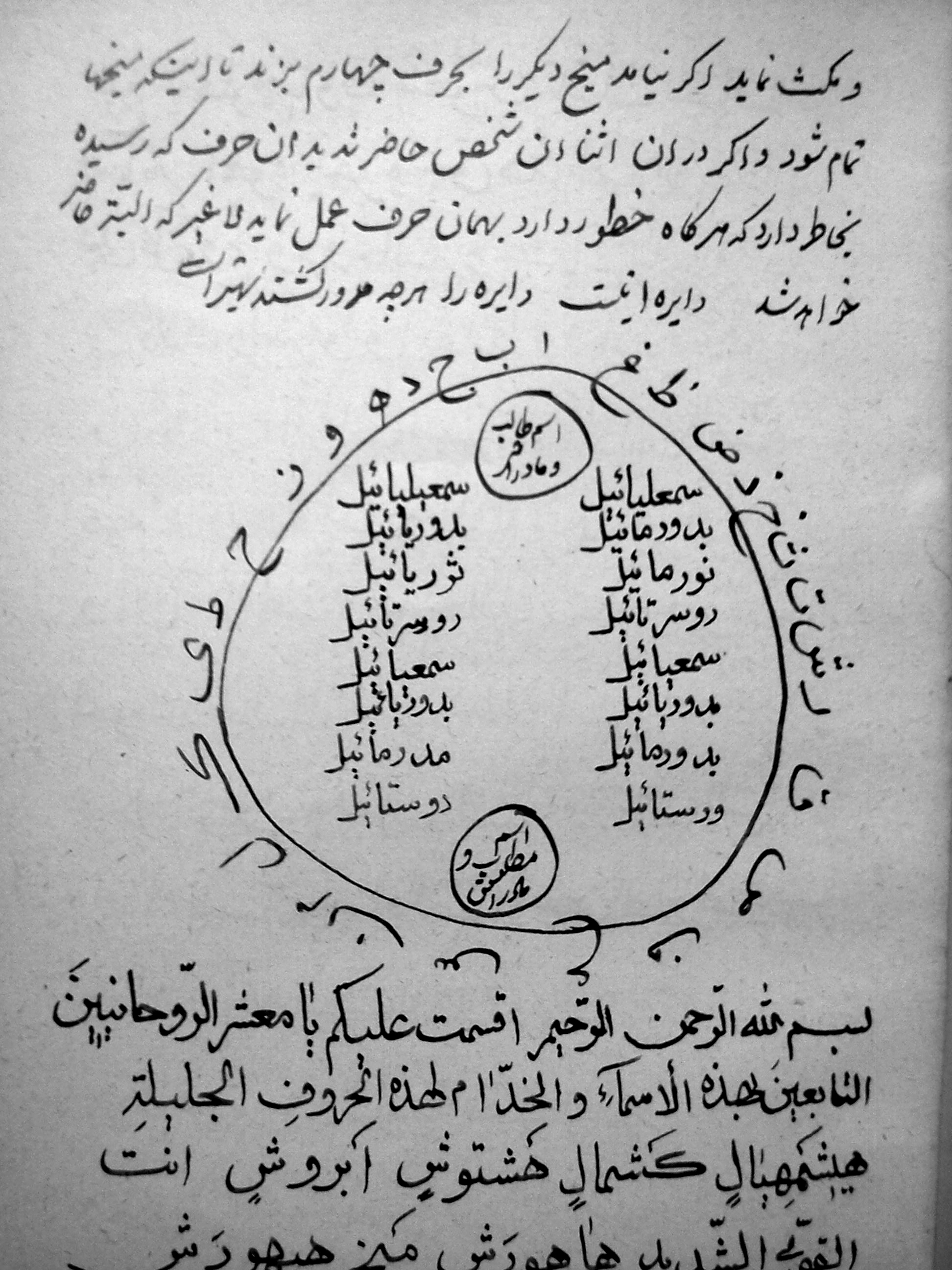
برگی از یک نسخه خطی در خصوص علم طلسمات مربوط به قرن سیزدهم، نوشته شده در تبریز.

طلسم (به عربی: طلسم و یونانی: τέλεσμα) یک باور خرافی است که می‌تواند هر شیء یا نگاره‌ای متشکل از واژگان، شمارگان، اشکال و جداول دارای قدرت مذهبی یا جادویی باشد که هدف آن محافظت، التیام یا حتی آسیب رساندن به افرادی است که برای آنها ساخته شده‌است. طلسم‌ها غالباً اشیای قابل حمل هستند که از طرق مختلف بر روی شخصی حمل می‌شوند، اما همچنین می‌توانند به‌طور دائمی در مکانی نصب شوند. طلسم‌ها با تعویذها ارتباط نزدیکی دارند، اما تفاوت اصلی در شکل و ماده آنها است، طلسم‌ها اغلب به شکل اشیا مانند لباس، سلاح یا پارچه با متن جادویی هستند.
طلسم‌ها در طول تاریخ در تمدن‌های بسیاری مورد استفاده قرار گرفته‌اند و با شیوه‌های نجومی، علمی و مذهبی و در ارتباط بوده‎اند اما نظرات پیرامون استفاده از آن‎ها در برخی فرهنگ‌ها در عصر جدید تغییر کرده‌است.

## علم اشتقاق لغات
طلسم کلمه‌ای یونانی τέλεσμα (telesma) است به معنی «تکمیل، آیین مذهبی، پرداخت»، که از طریق عربی طلسم (طلسم، جمع: طلاسم) وارد فارسی شده‌است. ریشه آغازین عبارت فعل teleō (τελέω)، به معنای «من کامل می‌کنم، یک مراسم را انجام می‌دهم» است.

## تهیه طلسم‌ها

### دوران جدید
بر اساس شیوه‌های طلسمی عصر جدید، ویژگی‌های همراه با جادوگری - مانند رنگ‌ها، رایحه‌ها، نمادشناسی، الگوها و چهره‌های کابالیستی - می‌توانند علاوه بر نمادگرایی سیاره‌ای یا عناصر انتخاب شده، در ایجاد یک طلسم ادغام شوند. با این حال، اینها باید هماهنگ با نیروی عنصری یا سیاره ای انتخاب شود تا قدرت مورد نظر طلسم را تقویت کند. همچنین می‌توان با تلفیق آیه، کتیبه یا الگویی که از نظر سازنده از معنای خاصی برخوردار است، لمس شخصی به طلسم نمود. این کتیبه‌ها می‌توانند سیگلیس (آرم‌های جادویی)، آیات کتاب مقدس یا غزل باشند، اما باید با هدف اصلی طلسم همخوانی داشته باشند.

### اسلام
در اسلام، دعاها و دعاهایی که با آیات قرآنی تزریق می‌شوند، «مواد اصلی» داروهای پیشنهادی در معاهدات پزشکی نبوی هستند. طلسم‌ها را می‌توان از انتخاب متنوعی از اشیا تهیه کرد. هر چیزی از یک مهره تا یک یادگار مقدس تا یک نقاشی می‌تواند دارای ویژگی‌های طلسم باشد. برای استناد به این خصوصیات، می‌توان به طلسم‌ها نام شخصیت‌های مقدس مانند خدا، فرشتگان، مقدسین و جن‌ها و همچنین آیاتی از قرآن و حتی نمادهای نجومی را نوشت. به عنوان مثال، مسلم ابن الحجاج به فرماندهان نظامی دستور داد قرآن ۵۴:۴۶ را هنگام ظهور ترازو و در ساعت آفتاب بر روی پارچه ای با گلاب، مشک و عنبر نگاشته و آن را به میدان نبرد برسانند تا از ظالمان شکوفا شود؛ و کافران.
قرن دهم Tha ریاضیدان عباسی، ثابت بن قورا، متخصص طلسم‌ها تلقی می‌شد. وی در یکی از متن‌های خود در مورد طلسم‌ها نوشت: «نجیب‌ترین قسمت نجوم، علم طلسمات است.» مطابق با قرن ۱۲ مترجم جان از سویل و نسخه لیمیا از متن عربی بن قورا، De imaginibus، وی دید که طلسمات و نجوم برای دستیابی به خرد بسیار مهمتر از مطالعات هندسه و فلسفه است. در ترجمه Adelard of Bath از همان متن، تأکید شده‌است که برای ایجاد یک طلسم به دانش گسترده‌ای از نجوم و طالع بینی نیاز است. این اطلاعات لازم است زیرا طلسم‌ها باید در لحظه یک واقعه آسمانی فرخنده ساخته شوند. فال تولد One همچنین می‌تواند عاملی در تأثیر طلسم‌ها باشد. سازنده نمی‌تواند هیچ حواس‌پرتی یا شک داشته باشد، در غیر این صورت طلسم آنها ناتوان خواهد بود.
ترجمه آدلارد مشخص می‌کند که برای ساختن طلسمی که می‌تواند عشق خود را از یک پادشاه، یکی از اعضای خانواده یا همسالان بدست آورد، باید از سرب، آهن، برنز، طلا یا نقره استفاده کرد. برای ایجاد یک طلسم مضر برای ایجاد درگیری بین دیگران، دریافت پول، دفاع یا تخریب مکان یا پیروزی در یک نبرد قانونی، باید از زمین و قیر، قیر و آلوئه استفاده کرد. مثالی از نحوه ساخت طلسم عشق طبق کتاب ابن قره به شرح زیر است: اولاً، باید اطمینان حاصل کنید که زمان طالع بینی صحیح برای انجام این آیین است زیرا این مکان یازدهم یا خانه است که به دوستی متصل است. در مرحله بعدی، باید یک طلسم از شکل یک مرد در زمان طالع بینی خاص، و با قصد خاص ایجاد کرد، و باید با نام شخص مقابل حک شود. ثالثاً، شخص باید یک طلسم دوم بسازد، و روی آن باید نام گیرنده این عشق حک شود. بعد از این، باید هر دو نام و نام خانوادگی هر فرد روی هر دو طلسم حک شود. آنها باید به گونه ای قرار بگیرند که اسامی روی هر طلسم قلب طلسم دیگر را لمس کند. مرحله بعدی این است که یک قطعه پوست یا پارچه استفاده نشده را که با مشک، عنبر و کافور خالص سازی شده‌است، بردارید و «حلقه‌های» اربابان محل صعود و یازدهم را بکشید. طلسم‌ها را باید با زعفران، چوب آلوئه و کندر تصفیه کرد و سپس آنها را در پارچه یا پارچه آماده شده قبلی تا کرد. این روند تصفیه باید به مدت سه شب متوالی تکرار شود. در طی این فرایند، باید دعای خاص مربوط به قصد سازنده خوانده شود و فرد باید غسل داده و لباس تمیز داشته باشد.

## موارد استفاده از طلسم‌ها

### اسلام
در جهان اسلام، طلسم‌ها به دلایل شخصی، اجتماعی، سیاسی و عقیدتی به‌طور منظم در دو سطح محبوب و نخبه استخدام می‌شدند. آنها به عنوان مجرای محافظت الهی عمل می‌کنند، که می‌تواند شامل جذب انرژی‌های مثبت به فرد پوشنده و انحراف بیماری، خطر و چشم بد باشد. همچنین ممکن است از آنها به عنوان حافظ، (محافظ) و همچنین حمایل (آویز) که روی بدن چسبیده یا از آن آویزان شده‌اند، به عنوان مثال گردنبند، انگشتر، پیراهن طلسمی یا یک چیز کوچک درون کیسه قابل حمل استفاده شود.

### پزشکی قرون وسطایی اروپا
لیا اولسان در مورد استفاده از تعویذ و طلسم به شرح تجویز پزشکان در قرون وسطی می‌نویسد. وی خاطرنشان می‌کند که استفاده از چنین جذابیت‌ها و دعاهایی «به ندرت یک درمان انتخابی بود» زیرا چنین معالجه ای در حوزه تعالیم پزشکی جالینوس به درستی قابل توجیه نیست. استفاده از آنها، به‌طور معمول قابل قبول در نظر گرفته شد. مراجعه به تعویذ در ادبیات پزشکی قرون وسطی رایج بود.
به عنوان مثال، یک پزشک مشهور قرون وسطایی، گیلبرتوس، در مورد ضرورت استفاده از طلسم برای اطمینان از تصور کودک می‌نویسد. وی روند تولید این نوع طلسم را اینگونه توصیف می‌کند: «... نوشتن کلمات، برخی بدون وقفه، بعضی از کتاب مقدس، روی یک پارچین که باید در حین رابطه به گردن زن یا مرد آویزان شود.»

### کاسه‌های طلسم اسلامی
در قرآن جادو توسط دو فرشته بابل، هاروت و ماروت معرفی شده‌است. سحر و جادو، یا sihr، به عنوان یک نیروی ماورا طبیعی موجود در جهان طبیعی دیده می‌شد که می‌توانست بیماری را با افسون و افسون درمان کند. روی بسیاری از کاسه‌ها نوشته‌ای نوشته شده بود که در آن توضیح داده شده‌است که این کاسه برای درمان چه چیزی باید استفاده شود (به عنوان مثال قولنج، زایمان، خون دماغ و غیره) و همچنین دستورالعمل‌های استفاده از آن. حکاکی برنز «کاسه جادو» از سوریه ج. طبق کتیبه‌های قرآنی داخل کاسه، 1200 یک نمونه از غذاهایی است که برای سهولت زایمان و همچنین کاهش نیش عقرب و گاز گرفتن یک سگ دیوانه استفاده می‌شود. همچنین در این کاسه نکاتی ذکر شده‌است که فرد مبتلا به این بیماری یا گزش نیازی به مصرف مایعات درون کاسه نخواهد داشت. ممکن است توسط شخصی در اطراف گرفته شود یا به شخص تحمیل شده مربوط شود، اما در آن نحوه جادو به شخصی که نیاز به کمک دارد منتقل نشده‌است. این کاسه خاص همچنین برای باراکاه هنگامی که کاسه پر از آب شد و یک شب نشست تا قدرت جذب را داشته باشد نیز مورد استفاده قرار گرفت.

### هرمتیکا شبه ارسطویی
هرمتیکا شبه ارسطویی، روحانیات، فرشتگان را از نیروی معنوی / قلمرو در جهان طبیعی و چگونگی دستیابی فرد به این نیروها را کاوش می‌کند. متن بین اسکندر بزرگ و ارسطو دستورالعمل‌های مختلفی را در مورد چگونگی مهار این نیروهای معنوی از طریق طلسم، معجونات، تعویض‌ها و موارد دیگر بررسی می‌کند که هرکدام برای هدفی مشخص استفاده می‌شوند. برخی از دستورالعمل‌ها شامل قرار دادن یک سنگ تراشیده شده در بالای یک حلقه است که سپس روی قوچ سیاه مرده قرار می‌گیرد زمانی که مریخ در درجه خاصی از عقرب قرار دارد و ماه در سرطان قرار دارد. تاریخ این متون ناشناخته است، آنها اساس بسیاری از اعمال عرفانی در جهان قرون وسطی اسلامی بوده‌اند. متن شبه-ارسطویی سیرالاسرار دستورالعمل‌های بیشتری را به‌طور خاص با «طلسم پادشاهان» ارائه می‌دهد که آسیب‌ها را دور می‌کند. این کتاب می‌گوید که وقتی علائم طالع بینی مشخصی وجود دارد، باید یک سنگ قرمز یاقوتی در روز پنجشنبه با یک مرد بال دار و یک تاج سوار بر شیر با پرچم تراشیده شود، در حالی که شش مرد بی مو دیگر زیر دست او تعظیم می‌کنند. سپس باید این کار را در یک آیین گسترده بسوزانید، جایی که بعد از اینکه روحانی در خواب دیدار کند و به شما بگوید آیین شما موفقیت‌آمیز است، از آنجا مارها و عقرب‌ها را دفع خواهید کرد.

## نگارخانه

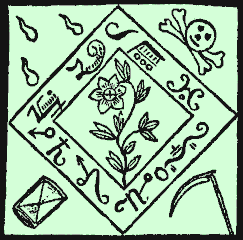
تصویری از یک کتاب طلسم
تصویری از نسخه خطی یک طلسم، مربوط به دوران قاجاریان